# Grand Hustle Records
Grand Hustle Records is een platenmaatschappij uit Atlanta (Georgia), opgericht door Clifford "T.I." Harris en Jason Geter in 2003. Het platenlabel valt onder de Warner Music Group, en Atlantic Records is de officiële distributeur van het label.

## Artiesten
- T.I. - P$C-lid en medeoprichter.
- Young Dro - Bekend van Shoulder Lean en Rubberband Banks, nummers van zijn debuutalbum Best Thang Smokin'.
- Big Kuntry King - Bekend van That's Right en Da Baddest en zijn debuutalbum My Turn To Eat.
- Mac Boney - P$C-lid.
- Alfamega - Een solorapper, bekend van T.I.'s single Hurt.
- Governor - Grand Hustles R&B-zanger.
- Rashad Morgan - R&B-zanger van Detroit (Michigan).
- Yung L.A. - Bekend van de hit Ain't I met Young Dro en T.I.
- 8Ball & MJG - Legendarisch rapduo.
- B.o.B - Bekend van gastoptreden op de single On top of the world van T.I. en Ludacriss en van Nothin' On You, samen met Bruno Mars.
- DJ Drama - Dj  van Grand Hustle.
- Iggy Azalea - Bekend van Change your life en Work.

## Dj's en producenten
- DJ Drama - Grand Hustles belangrijkste dj. Bekend van zijn Gangsta Grillz-mixtapes.
- Khao - Producent van onder andere de nummers Why You Wanna and Watch What You Say To Me.
- Lil' C (C-Gutta) - Producent van Shoulder Lean, een nummer van Young Dro, en My Hood, een nummer van Young Jeezy.

## Uitgegeven albums
| Albumgegevens |
| --- |
| T.I. - Trap Muzik - Uitgebracht: 19 augustus 2003 - Positie op hitlijsten: nr. 4 Billboard 200 - RIAA-certificatie: Platinum - Singles: Be Easy, 24's, Let's Get Away, Rubberband Man                           |
| T.I. - Urban Legend - Uitgebracht: 30 november 2004 - Positie op hitlijsten: nr. 7 Billboard 200 - RIAA-certificatie: Platinum - Singles: Motivation, U Don't Know Me, ASAP                                     |
| P$C - T.I. Presents the P$C: 25 to Life - Uitgebracht: 20 september 2005 - Positie op hitlijsten: - RIAA-Certificatie: - Singles: Do Ya Thing, I'm A King                                                       |
| T.I. - King - Uitgebracht: 28 maart 2006 - Positie op hitlijsten: nr. 1 Billboard 200 - RIAA-certificatie: 2x Platinum - Singles: Front Back, What You Know, Why You Wanna, Live in the Sky, Top Back, Bankhead |
| Young Dro - Best Thang Smokin' - Uitgebracht: 29 augustus 2006 - Positie op hitlijsten: nr. 4 Billboard 200 - RIAA-certificatie: Platinum - Singles: Shoulder Lean, Rubberband Banks                            |
| Governor - Son of Pain - Uitgebracht: 12 september 2006 - Positie op hitlijsten: - RIAA-certificatie: Platinum - Singles: You Got The Power                                                                     |
| T.I. - T.I. vs. T.I.P. - Uitgebracht: 3 juli 2007 - Positie op hitlijsten: nr. 1 Billboard 200 - RIAA-certificatie: Platnium - Singles: Big Things Poppin' (Do It), You Know What It Is, Hurt, Touchdown        |
| DJ Drama - Gangsta Grillz: The Album - Uitgebracht: 4 december 2007 - Positie op hitlijsten: - RIAA-certificatie: - Singles: 5000 Ones, Feds Takin Pictures                                                     |

## Verwachte albums
| Albumgegevens                                                                                          |
| --- |
| T.I. - Paper Trail - Verwacht: September 2008 - Positie op hitlijsten: - RIAA-certificatie: - Singles: |